# 泊海水浴場
泊海水浴場（とまりかいすいよくじょう、泊海岸、泊港、Tomari-beach)は、東京都新島村式根島にあるビーチである。

## 概要
扇形のリアス海岸。遠浅の海で島の中でも一番透明度が高い。波が穏やかなため、夏季には子供連れの観光客が多く訪れる。式根島を代表する絶景の一つ。平成13年、日本の海水浴場88選に選ばれた。

## 地形
海の中には高さ3メートルほどの岩があり、海に飛び込む子供も多い。また、カクレクマノミやタイなどさまざまな種類の魚を見ることができ、シュノーケリングをする観光客が多い。

## 設備
- トイレ
- 水シャワー
- 脱衣所
- 売店（夏期のみ）
- 駐車場
- ライフガード（夏期のみ）

## アクセス
- 野伏港から徒歩5分